# László Lovász
László Lovász (Budapeste, 9 de março de 1948) é um matemático húngaro, mais conhecido por seu trabalho em combinatória, pelo qual recebeu o Prêmio Wolf de Matemática e o Prêmio Knuth em 1999.